# Kšinná
Kšinná é um município da Eslováquia, situado no distrito de Bánovce nad Bebravou, na região de Trenčín. Tem 41,24 km² de área e sua população em 2018 foi estimada em 507 habitantes. Foi citado pela primeira vez em documento oficial no ano de 1356.

## Demografia
| Ano:        | 1994 | 2004    | 2014   | 2024   |
| ----------- | ---- | ------- | ------ | ------ |
| Broj ljudi: | 609  | 545     | 519    | 475    |
| Razlika:    |      | -10,50% | -4,77% | -8,47% |

| Ano:               | 2023 | 2024   |
| ------------------ | ---- | ------ |
| Número de pessoas: | 478  | 475    |
| Diferença:         |      | -0,62% |